# Domingo Tarasconi

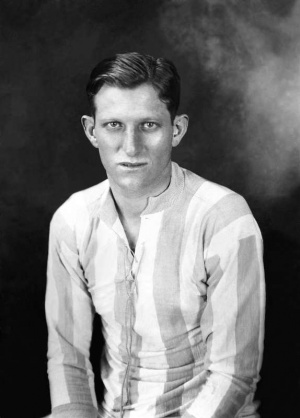
Tarasconi con la Selección Argentina.

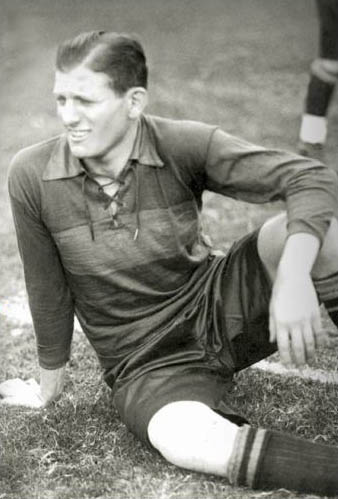
Tarasconi vistiendo la camiseta de Boca Juniors.

Domingo Alberto Tarasconi (Buenos Aires, 20 de diciembre de 1903-3 de julio de 1991), conocido también como Domingo Tarascone, fue un futbolista argentino que se desempeñaba en la posición de delantero.
Surgido del Club Atlético Atlanta, destacó principalmente en Boca Juniors, institución de la que es considerado un ídolo y en donde brilló durante varios años. Fue un destacado goleador, a tal punto de que es el cuarto máximo goleador de la historia del club con 193 goles, detrás de Martín Palermo (238), Roberto Cherro (220) y Francisco Varallo (194).
Se destacó como goleador y por su potente remate de larga distancia. En el club «xeneize» obtuvo 5 campeonatos y fue goleador de la Primera División de Argentina en los campeonatos de 1922 (11 goles), 1923 (40 goles), 1924 (16 goles) y 1927 (32 goles). Jugando para General San Martín, fue el goleador del campeonato de la AFAP de 1934 (16 goles).
Fue internacional con la Selección Argentina de Fútbol, siendo el máximo artillero de los Juegos Olímpicos de Ámsterdam de 1928 (11 goles en cuatro partidos) en los que la Argentina obtuvo la medalla de plata. Su rendimiento en los Juegos Olímpicos alcanzando un promedio de 2,75 goles por partido, constituye un récord en la competencia oficial internacional.
Se consagró campeón de la Copa América en dos oportunidades (1925 y 1929).  
Fue el máximo goleador de Boca Juniors en la década del 20 con 158 goles en 174 partidos (con un promedio de 0,90) desde su llegada a la institución en 1922 hasta 1929, los otros 35 los convirtió en la década del 30.
Fue inmortalizado en un tango por Carlos Gardel denominado "Patadura", en el cual se describía su mayor virtud: "Hacer como Tarasca, de media cancha un gol".

## Trayectoria
Sus primeros pasos en el fútbol los dio en Atlanta, equipo en el que debutó en 1921. La siguiente temporada pasó a Boca Juniors, en donde se consagraría como uno de los máximos goleadores en la historia del club. Tarasconi jugó 236 partidos y marcó 193 goles con la camiseta de Boca (promedio de 0,82). Además ganó 11 títulos: 5 Campeonatos Amateur, 5 Copas y 1 Campeonato de Honor (1925). Un ídolo eterno del conjunto Xeneize.
En la exitosa gira de Boca por Europa en 1925 (la primera de un equipo argentino), Tarasconi convirtió 8 goles. Resultó goleador del campeonato local en las temporadas de 1922 con 11 tantos, de 1923 con 40 tantos, de 1924 con 16 tantos y de 1927 con 32 tantos; y fue vital para la obtención de los campeonatos amateurs de 1923, 1924, 1926 y 1930 y el primer campeonato profesional de 1931, dejando de jugar en Boca Juniors en este último año. En 1934, jugando para el club General San Martín en la liga amateur, volvió a ser goleador del campeonato con 16 goles. Tenía un disparo extremadamente potente y preciso, era su virtud más destacada, además de su velocidad.
Debutó en la Selección Argentina en 1922. Obtuvo la Copa América en 1925 y 1929, aunque en esta última no jugó ningún partido, e integró el equipo argentino que obtuvo la medalla de plata en los Juegos Olímpicos de 1928 en Ámsterdam, Países Bajos, convirtiendo 11 goles en 4 partidos, con 2 póqueres y 1 triplete.

## Tarasconi y el tango
Originó el título del tango Tarasca solo, grabado por Osvaldo Fresedo en 1928 y está mencionado en el tango Patadura, de José López Ares y Enrique Carrera Sotelo («Querés jugar de forward y ser como Seoane/y hacer como Tarasca, de media cancha gol»).

## Participaciones en la Copa América
| Copa              | Sede      | Resultado   |
| ----------------- | --------- | ----------- |
| Copa América 1924 | Uruguay   | Sub-campeón |
| Copa América 1925 | Argentina | Campeón     |
| Copa América 1926 | Chile     | Sub-campeón |
| Copa América 1929 | Argentina | Campeón     |

## Clubes
| Club               | País      | Año         |
| ------------------ | --------- | ----------- |
| Atlanta            | Argentina | 1920-1921   |
| Boca Juniors       | Argentina | 1922-1932   |
| Newell's Old Boys  | Argentina | 1933        |
| General San Martín | Argentina | 1934        |
| Argentinos Juniors | Argentina | 1935 - 1936 |

## Estadísticas
Datos actualizados al fin de la carrera deportiva.
| Boca Juniors Argentina |               |               |     |     |    |   |    |     |      |      |      |
| 1.ª |               |               |     |     |    |   |    |     |      |      |      |
| 1922 | 16            | 10            | -   | -   | -  | - | 16 | 10  | 0,62 |      |      |
| 1923 | 33            | 39            | -   | -   | 1  | 1 | 34 | 40  | 1,17 |      |      |
| 1924 | 17            | 16            | 1   | 0   | -  | - | 18 | 16  | 0,89 |      |      |
| 1925 | 7             | 3             | 6   | 5   | -  | - | 13 | 8   | 0,61 |      |      |
| 1926 | 15            | 14            | 4   | 0   | -  | - | 19 | 14  | 0,78 |      |      |
| 1927 | 31            | 35            | -   | -   | -  | - | 31 | 35  | 1,15 |      |      |
| 1928 | 33            | 29            | -   | -   | -  | - | 33 | 29  | 0,87 |      |      |
| 1929 | 6             | 4             | -   | -   | -  | - | 6  | 4   | 0,67 |      |      |
| 1930 | 34            | 27            | -   | -   | -  | - | 34 | 27  | 0,79 |      |      |
| 1931 | 27            | 8             | -   | -   | -  | - | 27 | 8   | 0,29 |      |      |
| 1932 | 1             | 0             | -   | -   | -  | - | 1  | 0   | 0,00 |      |      |
| Total club | Total club    | 220           | 185 | 11  | 5  | 1 | 1  | 232 | 191  | 0,82 |      |
| Atlanta Argentina |               |               |     |     |    |   |    |     |      |      |      |
| 1.ª |               |               |     |     |    |   |    |     |      |      |      |
| 1921 | 29            | 8             | -   | -   | -  | - | 29 | 8   | 0,27 |      |      |
| 1922 | 1             | 0             | -   | -   | -  | - | 1  | 0   | 0,00 |      |      |
| Total club | Total club    | 30            | 8   | 0   | 0  | 0 | 0  | 30  | 8    | 0,27 |      |
| Sportivo Barracas Argentina |               |               |     |     |    |   |    |     |      |      |      |
| 1.ª | 1933 AFAP     | 6             | 0   | -   | -  | - | -  | 6   | 0    | 0,00 |      |
| Total club | Total club    | 6             | 0   | 0   | 0  | 0 | 0  | 6   | 0    | 0,00 |      |
| General San Martín Argentina |               |               |     |     |    |   |    |     |      |      |      |
| 1.ª | 1934 AFAP     | 20            | 16  | -   | -  | - | -  | 20  | 16   | 0,80 |      |
| Total club | Total club    | 20            | 16  | 0   | 0  | 0 | 0  | 20  | 16   | 0,80 |      |
| Argentinos Juniors Argentina |               |               |     |     |    |   |    |     |      |      |      |
| 1.ª | 1936          | 8             | 0   | -   | -  | - | -  | 8   | 0    | 0,00 |      |
| Total club | Total club    | 8             | 0   | 0   | 0  | 0 | 0  | 8   | 0    | 0,00 |      |
| Total carrera | Total carrera | Total carrera | 284 | 209 | 11 | 5 | 1  | 1   | 296  | 215  | 0,72 |
| (1) Incluye datos de la Copa Ibarguren (1923, 1924); Copa Estímulo (1926); Campeonato Porteño (1926). (1) Incluye datos de la Copa de Honor Cousenier (1920). (2) No incluye goles en partidos amistosos. |               |               |     |     |    |   |    |     |      |      |      |

### Selección
| Selección     | Temporada     | Amistosos | Amistosos | Copa América | Copa América | JJOO  | JJOO  | Total | Total |
| Selección     | Temporada     | Part.     | Goles     | Part.        | Goles        | Part. | Goles | Part. | Goles |
| ------------- | ------------- | --------- | --------- | ------------ | ------------ | ----- | ----- | ----- | ----- |
| Argentina     |               |           |           |              |              |       |       |       |       |
| 1922          | 1             | 0         | -         | -            | -            | -     | 2     | 0     |       |
| 1923          | 2             | 1         | -         | -            | -            | -     | 2     | 1     |       |
| 1924          | 4             | 4         | 2         | 0            | -            | -     | 6     | 4     |       |
| 1925          | -             | -         | 4         | 1            | -            | -     | 4     | 1     |       |
| 1926          | -             | -         | 4         | 1            | -            | -     | 4     | 1     |       |
| 1928          | 1             | 0         | -         | -            | 5            | 11    | 6     | 11    |       |
| 1929          | 2             | 0         | -         | -            | -            | -     | 2     | 0     |       |
| Total carrera | Total carrera | 10        | 5         | 10           | 2            | 5     | 11    | 25    | 18    |

### Hat-tricks
| Partidos en los que ha marcado tres goles o más. | Partidos en los que ha marcado tres goles o más. | Partidos en los que ha marcado tres goles o más. | Partidos en los que ha marcado tres goles o más. | Partidos en los que ha marcado tres goles o más. | Partidos en los que ha marcado tres goles o más. | Partidos en los que ha marcado tres goles o más. | Partidos en los que ha marcado tres goles o más. | Partidos en los que ha marcado tres goles o más. |
| N°                                               | Fecha                                            | Estadio                                          | Equipo                                           | Rival                                            | Goles                                            | Resultado                                        | Competición                                      |                                                  |
| ------------------------------------------------ | ------------------------------------------------ | ------------------------------------------------ | ------------------------------------------------ | ------------------------------------------------ | ------------------------------------------------ | ------------------------------------------------ | ------------------------------------------------ | ------------------------------------------------ |
| 1                                                | 18-03-1923                                       | Brandsen y Del Crucero, Bs. As., Argentina       | Boca Juniors                                     | CS Dock Sud                                      |                                                  | 2 - 5                                            | Primera División 1923                            |                                                  |
| 2                                                | 31-05-1923                                       | Iriarte y Vélez Sarsfield, Bs. As., Argentina    | Boca Juniors                                     | CA del Plata                                     |                                                  | 1 - 4                                            | Primera División 1923                            |                                                  |
| 3                                                | 29-07-1923                                       | Brandsen y Del Crucero, Bs. As., Argentina       | Boca Juniors                                     | Nueva Chicago                                    |                                                  | 4 - 1                                            | Primera División 1923                            |                                                  |
| 4                                                | 16-09-1923                                       | Brandsen y Del Crucero, Bs. As., Argentina       | Boca Juniors                                     | CA Alvear                                        |                                                  | 4 - 0                                            | Primera División 1923                            |                                                  |
| 5                                                | 30-12-1923                                       | Brandsen y Del Crucero, Bs. As., Argentina       | Boca Juniors                                     | CA del Plata                                     |                                                  | 4 - 1                                            | Primera División 1923                            |                                                  |
| 6                                                | 20-04-1924                                       | Brandsen y Del Crucero, Bs. As., Argentina       | Boca Juniors                                     | Nueva Chicago                                    |                                                  | 1 - 6                                            | Primera División 1924                            |                                                  |
| 7                                                | 18-10-1925                                       | Brandsen y Del Crucero, Bs. As., Argentina       | Boca Juniors                                     | CA Alvear                                        |                                                  | 8 - 0                                            | Copa Competencia 1925                            |                                                  |
| 8                                                | 09-01-1927                                       | Brandsen y Del Crucero, Bs. As., Argentina       | Boca Juniors                                     | Universal                                        |                                                  | 8 - 0                                            | Primera División 1926                            |                                                  |
| 9                                                | 24-04-1927                                       | Alsina y Colón, Avellaneda, Argentina            | Boca Juniors                                     | CA Atlanta                                       |                                                  | 2 - 5                                            | Primera División 1927                            |                                                  |
| 10                                               | 08-05-1927                                       | Brandsen y Del Crucero, Bs. As., Argentina       | Boca Juniors                                     | CA Banfield                                      |                                                  | 6 - 0                                            | Primera División 1927                            |                                                  |
| 11                                               | 04-09-1927                                       | Brandsen y Del Crucero, Bs. As., Argentina       | Boca Juniors                                     | Sportivo Barracas                                |                                                  | 4 - 3                                            | Primera División 1927                            |                                                  |
| 12                                               | 23-10-1927                                       | Brandsen y Del Crucero, Bs. As., Argentina       | Boca Juniors                                     | CA Porteño                                       |                                                  | 3 - 0                                            | Primera División 1927                            |                                                  |
| 13                                               | 26-11-1927                                       | Brandsen y Del Crucero, Bs. As., Argentina       | Boca Juniors                                     | Argentino de Quilmes                             |                                                  | 1 - 4                                            | Primera División 1927                            |                                                  |
| 14                                               | 11-12-1927                                       | Arq. Ricardo Etcheverri, Bs. As., Argentina      | Boca Juniors                                     | Ferro Carril Oeste                               |                                                  | 0 - 3                                            | Primera División 1927                            |                                                  |
| 15                                               | 30-05-1928                                       | Olímpico, Ámsterdam, Países Bajos                | Argentina                                        | Estados Unidos                                   |                                                  | 11 - 2                                           | Juegos Olímpicos 1928                            |                                                  |
| 16                                               | 02-06-1928                                       | Olímpico, Ámsterdam, Países Bajos                | Argentina                                        | Bélgica                                          |                                                  | 6 - 3                                            | Juegos Olímpicos 1928                            |                                                  |
| 17                                               | 06-06-1928                                       | Olímpico, Ámsterdam, Países Bajos                | Argentina                                        | Egipto                                           |                                                  | 6 - 0                                            | Juegos Olímpicos 1928                            |                                                  |
| 18                                               | 12-08-1928                                       | Brandsen y Del Crucero, Bs. As., Argentina       | Boca Juniors                                     | CA Atlanta                                       |                                                  | 8 - 0                                            | Primera División 1928                            |                                                  |
| 19                                               | 17-03-1929                                       | Brandsen y Del Crucero, Bs. As., Argentina       | Boca Juniors                                     | Racing Club                                      |                                                  | 4 - 1                                            | Primera División 1928                            |                                                  |
| 20                                               | 07-04-1929                                       | Sportivo Barracas, Bs. As., Argentina            | Boca Juniors                                     | CA Porteño                                       |                                                  | 0 - 4                                            | Primera División 1928                            |                                                  |
| 21                                               | 15-03-1931                                       | Pedraza y Crámer, Bs. As., Argentina             | Boca Juniors                                     | CA Platense                                      |                                                  | 2 - 5                                            | Primera División 1930                            |                                                  |

## Palmarés

### Campeonatos nacionales
| Título              | Equipo       | País      | Año  |
| ------------------- | ------------ | --------- | ---- |
| Primera División    | Boca Juniors | Argentina | 1923 |
| Copa Ibarguren      | Boca Juniors | Argentina | 1923 |
| Primera División    | Boca Juniors | Argentina | 1924 |
| Copa Ibarguren      | Boca Juniors | Argentina | 1924 |
| Copa de Competencia | Boca Juniors | Argentina | 1925 |
| Campeón de Honor    | Boca Juniors | Argentina | 1925 |
| Copa Estímulo       | Boca Juniors | Argentina | 1926 |
| Primera División    | Boca Juniors | Argentina | 1926 |
| Primera División    | Boca Juniors | Argentina | 1930 |
| Primera División    | Boca Juniors | Argentina | 1931 |

### Campeonatos internacionales
| Título           | Equipo              | Sede      | Año  |
| ---------------- | ------------------- | --------- | ---- |
| Copa América     | Selección Argentina | Argentina | 1925 |
| Juegos Olímpicos | Selección Argentina | Ámsterdam | 1928 |
| Copa América     | Selección Argentina | Argentina | 1929 |

### Distinciones individuales
| Distinción                                       | Equipo              | Año  |
| ------------------------------------------------ | ------------------- | ---- |
| Máximo Goleador de la Primera División Argentina | Boca Juniors        | 1922 |
| Máximo Goleador de la Primera División Argentina | Boca Juniors        | 1923 |
| Máximo Goleador de la Primera División Argentina | Boca Juniors        | 1924 |
| Máximo Goleador de la Primera División Argentina | Boca Juniors        | 1927 |
| Máximo Goleador de los Juegos Olímpicos          | Selección Argentina | 1928 |